# Front de l'Est (Soudan)
Pour les articles homonymes, voir Front de l'Est.
Le Front de l'Est désigne une coalition de groupes rebelles opérant dans l'est du Soudan le long de la frontière avec l'Érythrée, particulièrement dans les États de Mer Rouge et de Kassala. Le chef du Front de l'Est est Moussa Mohamed Ahmed.